# Poblat fortificat i Santuari d'Endovélico
El Poblat fortificat i Santuari d'Endovélico, també conegut com Sâo Miguel da Mota, és un jaciment arqueològic que correspon a un antic castre i un santuari al déu preromà Endovelicus, situat a la freguesia de Terena, al municipi d'Alandroal, a Portugal.
Degué ser construït al segle I, durant el període romà, per substituir un altre santuari a Endovelicus, conegut com Rocha da Mina. No obstant això, l'ocupació humana de l'indret es remunta a èpoques molt anteriors a la conquesta romana, doncs s'hi han trobat restes del Neolític i de l'Eneolític.
Al segle V el temple fou cristianitzat amb la construcció d'una capella a la rodalia, dedicada a Sâo Miguel.

El jaciment arqueològic és al cim d'un pujol conegut com Sâo Miguel da Mota, a la rodalia de Ribeira de Lucefécit, a uns quatre quilòmetres de Terena, en sentit nord-oest. Aquest lloc permetia el control total d'una vasta porció de territori.

## Troballes
S'hi trobaren les ruïnes de diverses estructures, i l'arqueòleg José Leite de Vasconcelos pensà que pertanyien a un poblat d'origen preromà, probablement de l'edat del ferro. No obstant això, els resultats de les investigacions posteriors no permeten sostenir aquesta teoria, i s'ha arribat a la conclusió que es tracta sols d'un complex religiós, probablement un santuari dedicat a Endovelicus, un déu d'origen preromà molt conegut en la historiografia portuguesa, per sorgir en un gran nombre d'inscripcions antigues descobertes als darrers quatre-cents anys. Endovelicus formava part del panteó dels pobles lusitans, i després va sofrir un procés de romanització, connectat a la medicina i a la vida d'ultratomba. A més a més, els materials trobats no permeten una identificació rigorosa amb l'edat del ferro. Durant les excavacions, però, aparegueren materials que pertanyen a un període molt anterior a l'ocupació romana. Els vestigis apunten a la presència d'una estructura de planta quadrangular al cim del turó, junt al marc geodèsic, que probablement seria una plataforma de suport del santuari. La identificació de l'edifici com a santuari es reforça per l'existència de diverses parts d'elements arquitectònics i d'escultura en marbre, una gran quantitat de fragments de ceràmica comuna i de construcció, peces de bronze amb inscripcions, ares consagrades a Endovelicus, i làpides funeràries. La major part de les peces de marbre provenen d'Estremoz i de Vila Viçosa, mentre que altres en vingueren de Trigaches i de Pardais, indrets relativament propers.

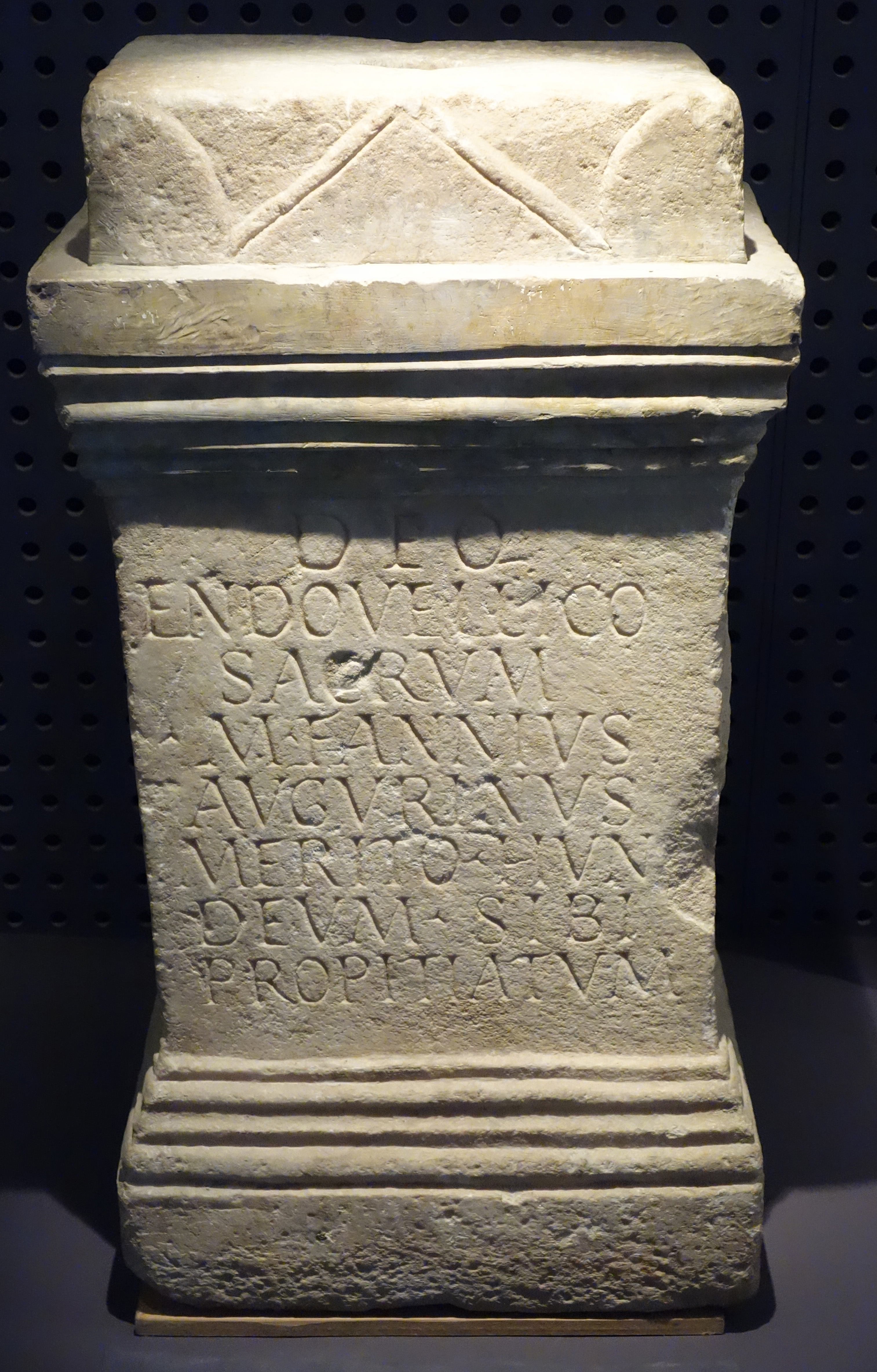
Pedestal trobat al lloc, que fa referència a Endovelicus

S'hi identificaren més de vuitanta inscripcions llatines: potser és el punt en l'antiga província romana de la Hispània on es troben més restes epigràfiques i peces d'escultura. La major part dels noms presents en les inscripcions trobades són romans. A causa de la qualitat d'algunes escultures, i a la referència l'ofrenes d'argent, es pot concloure que alguns dels fidels del santuari deurien pertànyer a classes socials mitjanes o altes. Diversos dels noms indicats sorgeixen entre les dinasties més comunes en les regions de la Lusitània i la Bètica occidental, i probablement serien membres d'aquestes famílies. Altres noms fan referència a tribus, com ara Quintus Sevius Quinti filius, que pertanyia a la tribu Papiria (6), en què s'integraven els ciutadans de l'antiga ciutat romana d’Augusta Emerita (moderna Mèrida, a Espanya). Els fragments de tres estàtues duen uniforme militar, incloent-hi un legionari, cosa que demostra una dedicació d'individus de les forces armades.
Entre les restes destaca un pedestal de marbre, amb una inscripció llatina a la cara frontal, un relleu sobre un pedestal en la posterior, i una corona de llorer i una palma en les laterals. La inscripció la interpretà José Leite de Vasconcellos com «DEO ENDOVELLICO SACRVM ^ M ^ FANNIVS AVGVRINVS MERITO ^ HVN[C] DEVM ^ SIBI PROPITIATVM» - «Consagrat al Déu Endovelicus. Marc Fânio Augurino amb raó va honorar aquest déu, que li fou propici».
També hi aparegueren monedes de bronze del segle IV, fragments de vasos de ceràmica i de vidre, i vestigis osteològics. Es pensa que gran part de les estàtues i inscripcions foren destruïdes o mutilades al llarg dels segles, a causa de la readaptació del lloc al culte cristià, o transportades per a servir de materials de construcció. Per exemple, dues peces amb epígrafs que pertanyien a Sâo Miguel da Mota foren reaprofitades en les parets del Santuari de Nossa Senhora da Boa Nova, a Terena, i altres set van s'integraren al Monestir de Santo Agostinho, a Vila Viçosa. El tipus dels edificis ofereix algunes semblances amb les estructures d'altres santuaris, com ara els de Panóias i d'Ulaca (es), a la província d'Àvila, a l'estat espanyol.
Al turó també hi ha alguns edificis moderns de tipus rural pastoral. També s'hi ha constatat la presència d'alguns monticles, sobretot al costat sud-est, que podran concloure els vestigis de més estructures, potser una zona residencial.
Els antics santuaris de Rocha da Mina i de Sâo Miguel da Mota s'inclouen en un conjunt de monuments situats al llarg de Ribeira de Lucefecit, que és una de les àrees portugueses amb més llocs sagrats, ocupats durant una vasta seqüència, des de l'època preromana fins a l'edat mitjana. Aquest patrimoni engloba sepultures medievals i esglésies, com ara la de Fonte Santa, de Sâo Miguel da Mota i de Nossa Senhora da Boa Nova, algunes d'elles construïdes sobre antigues estructures paganes. Segons José Leite de Vasconcellos, el santuari de Sâo Miguel da Mota podria estar relacionat amb dues estructures antigues situades a la rodalia: el castre de Castelo Velho, un poblat fortificat amb uns cinc mil anys classificat com a Monument Nacional, i el Fortí romà de Castelinho.

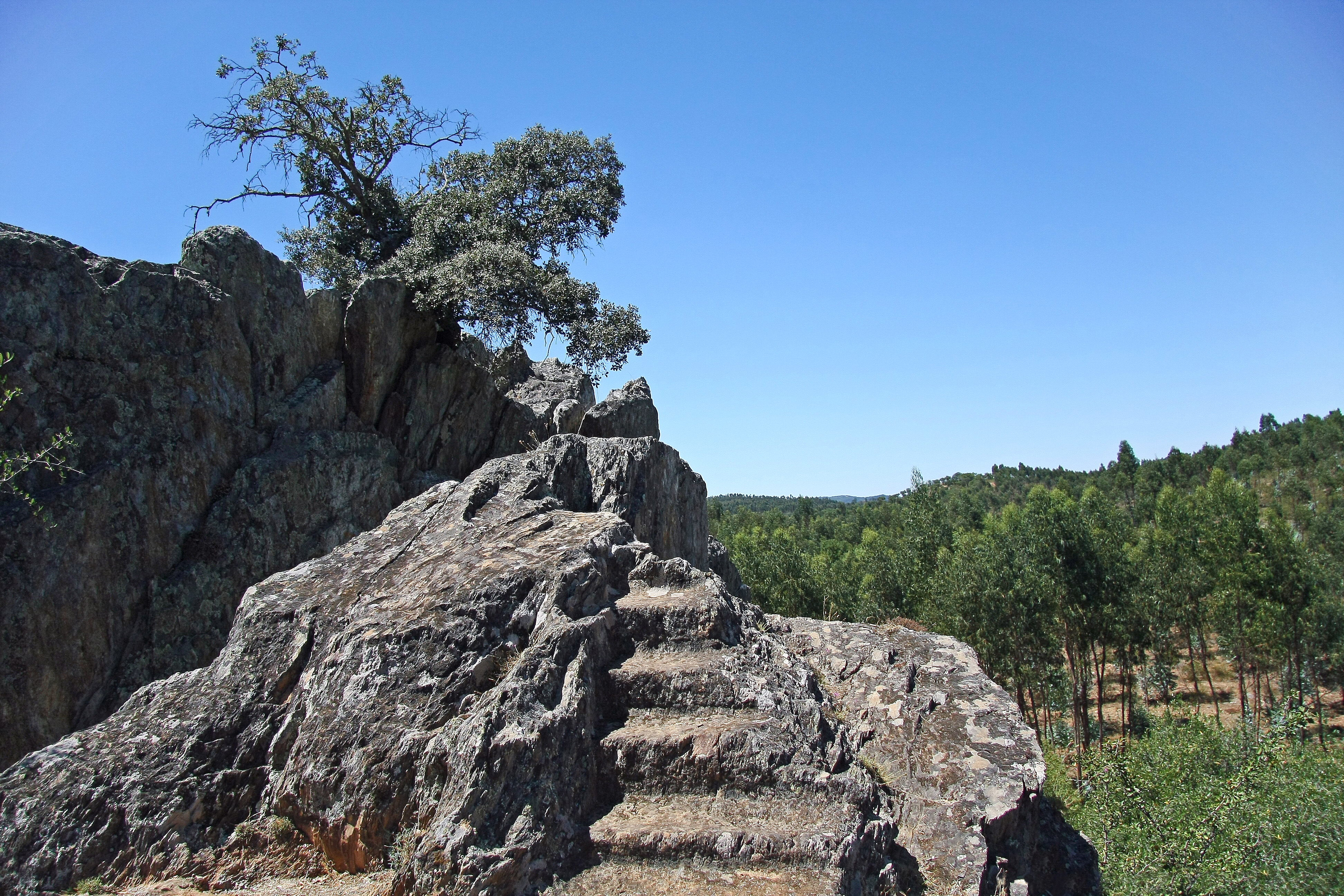
Vestigis del santuari d'Endovélico, a Rocha da Mina, el 2016

## Història

### Ocupació originària i cristianització
Els vestigis més antics d'ocupació humana al el pujol pertanyen probablement al Neolític i Eneolític, segurament un petit castre.
Originàriament el culte a Endovelicus es feia en un altre santuari, conegut ara com Rocha da Mina, havent estat després traspassat pels romans a un nou edifici a Sâo Miguel da Mota, construït probablement al segle i. D'acord amb els vestigis trobats, l'antic santuari encara es faria servir durant el període romà, probablement durant la República. El nou temple fou adaptat al culte cristià al segle v, quan s'hi construí una capella, reutilitzant materials de l'antiga estructura. La capella es dedicà a Miguel Arcanjo, perquè aquest sant es considera patró de la medicina, tal com Endovelicus havia estat. Així, el turó es deia Sâo Miguel da Mota, combinant el nom de l'arcàngel amb el d'un indret situat proper.

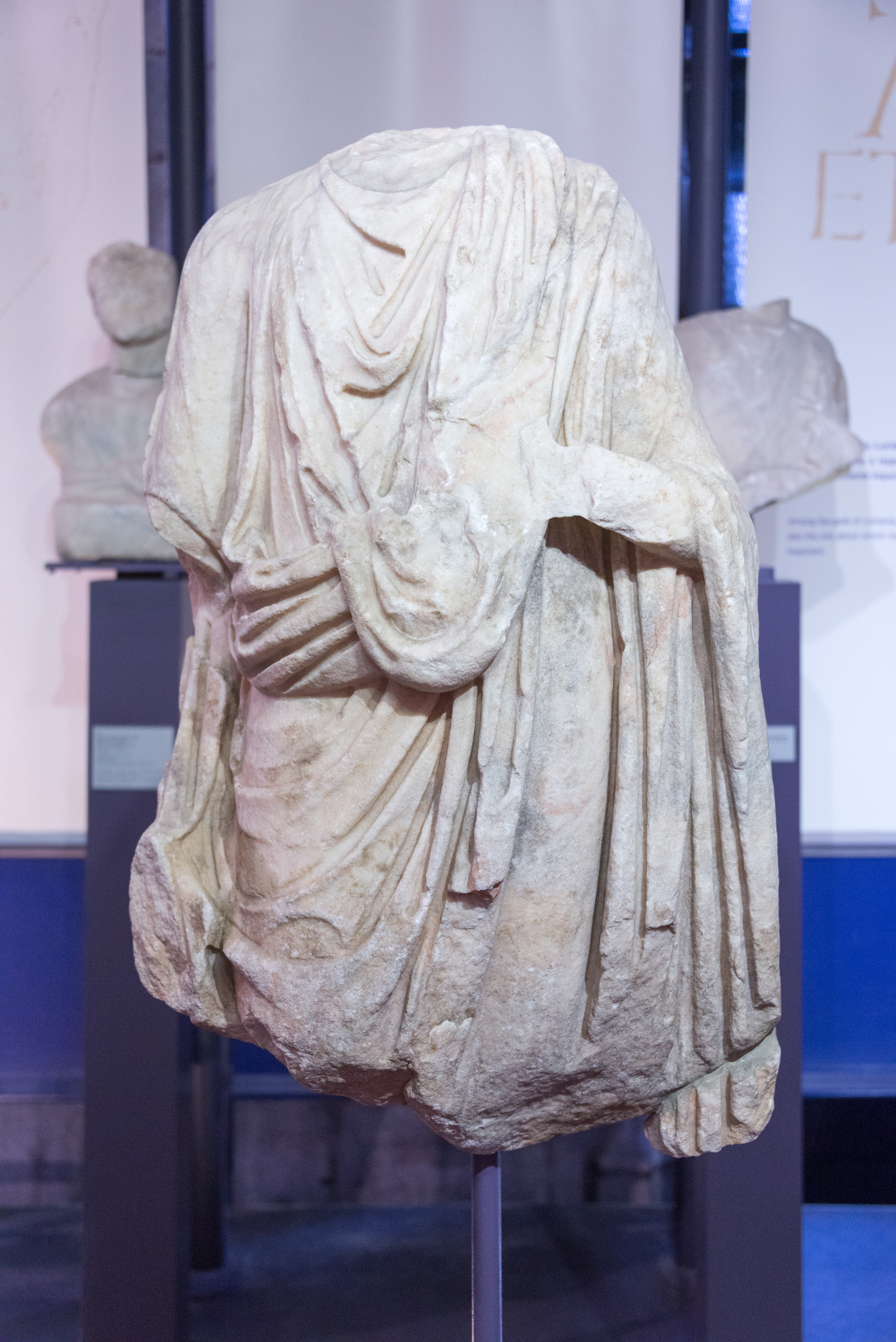
Estàtua d'una figura masculina, descoberta a Sâo Miguel da Mota i exposada al Museu Nacional d'Arqueologia

### Redescoberta

#### Segles XVI al XIX
La primera col·lecció epigràfica sobre Endovelicus la feu D. Teodósio, duc de Bragança, a la manera de les recerques històriques del segle XVI: ordenà el transport de set làpides a l'església dos Agostinhos de Vila Viçosa, a les quals després s'ajuntaren altres sis. L'indret després fou estudiat per grans noms de la historiografia i arqueologia nacional, com ara André de Resende, Frei Bernardo de Brito, i Scarlat Lambrino (9). En l'obra Dicionario Geographico, publicada per Luís Cardoso en el segle xviii i citada per A. Mesquita de Figueiredo en Archaeologo Português, de 1895, es descriu així l'indret de Sâo Miguel da Mota: «Desviat d'aquesta vila una llegua, però encara al seu terme, corre la serra de S. Miguel, nom que li va donar una ermita d'aquest arcàngel, que es veu edificada al més alt, i diuen que la casa fou fundada al temps del paganisme... i s'entén ser més antiga que l'església de Nossa Senhora da Boa Nova de la vila de Terena.».
En les Memòries Parroquials de 1758, aplegades per Pedro A. de Azevedo en l'Archaeologo Português el 1896, es fa referència a la capella de Sâo Miguel i a les troballes arqueològiques del turó: «L'ermita de S. Miguel queda distant una llegua d'aquesta vila dalt d'una elevada muntanya. Aquesta ermita antiquíssima, perquè fou fundada per Maarbal al Déu Cupido amb el títol d'Endovelicus en l'any 340 abans de la vinguda de Crist. Era aquest simulacre de plata massissa amb un cor en la boca, i ales als peus, a aquest simulacre en cambres que tenien al peu unes sacerdotesses anomenades Flamines. […] En la mateixa muntanya on és aquesta ermita, i en aquell temple de Cupido Endovelicus hi havia dòlmens que és el mateix que ares [sic] on es feien els sacrificis i al mateix Cupido sacrificaven un be blanc. [sic] Per aquesta causa (per haver caigut i fer-se trossos quan el naixement de Crist) feren un segon simulacre o ídol de marbre fi, el temple del qual després s'apropiaren els cristians; en la llei de la Gràcia el purificaren i dedicaren a S. Miguel, i durant les obres, ficaren l'ídol, per ser obra excel·lent, dintre de la paret de l'Església, on es trobà quan s'obrí una porta que va a la casa de l'ermità, i la xicalla el trencà en trossos; i també trobaren algunes pedres de marbre fi. […] Aquestes pedres va manar el Sr. Theodozio, duc de Bragança, dur a Vila Viçosa, al pòrtic de S. Agostinho, on es poden veure.». En aquest relat es diu que el santuari d'Endovélico havia estat construït pels cartaginesos, pel comandant militar Maharbal, però la teoria de la fundació cartaginesa fou desacreditada més tard. D'igual forma, Endovelicus s'identifica amb el déu Cupido, associació que Pedro de Azevendo considera «invenció dels erudits». En les Memòries Parroquials, l'ermita de Nossa Senhora da Assunçâo, posteriorment conegut com Santuari de Nossa Senhora da Boa Nova, és descrita com havent estat «Temple del Déu Júpiter Endovelicus, a qui amb gran culte venerava aquell cec paganisme». No obstant això, aquesta suposició es basava en la presència de pedres amb inscripcions d'Endovelicus, que havien estat dutes de Sâo Miguel da Mota.
En el segle xix, la cobertura de la capella es derruí durant la realització de treballs a l'interior. A finals d'aquest segle, l'indret fou estudiat per Gabriel Pereira, que en va fer l'aixecament de la planta, i al 1890 José Leite de Vasconcellos hi fa treballs arqueològics, durant els quals s'enfonsà quasi totalment l'ermida de Sâo Miguel da Mota, i només en restà una petita parcel·la del pis.

#### Segles XX i XXI
El 17 d'abril de 1906, l'Arqueólogo Português informava que Carles I havia ofert al Museu Etnogràfic Portugués cinc làpides amb inscripcions dedicades a Endovelicus, que provenien de l'església dos Agostinhos, a Vila Viçosa. Aquestes cinc làpides eren les úniques sobrevivents dels tretze exemplars de Sâo Miguel da Mota que van ser preservades en l'església.
El 1992 es feren treballs arqueològics al turó de Sâo Miguel da Mota, en l'àmbit de la Carta Arqueològica d'Alandroal, per verificar en quines condicions estaven els vestigis existents, i avaluar el possible impacte d'una plantació d'eucaliptus situada al nord. El 2002 comença una nova campanya arqueològica, que pretenia interpretar les investigacions fetes per José Leite de Vasconcellos a final del segle xix. Se'n confirmaren les conclusions de Manuel Calado, que els vestigis d'estructures estaven concentrats al vessant est. Aquest lloc ja havia estat estudiat per Leite de Vasconcellos, que al principi va interpretar com un castre amb muralles. També al 2002 va ser investigada una petita àrea del pis de l'antiga capella de Sâo Miguel da Mota, i no es trobaren proves que l'antic temple estigués sota els fonaments, encara que hi aparegueren algunes escultures. S'hi replegaren tres peces més amb epígrafs consagrades a Endovelicus. L'any següent es constatà que les ruïnes corresponents a les discontinuïtats topogràfiques no estaven connectades a l'antic temple, i probablement serien d'un període més recent. S'hi trobaren alguns carreus de granit, que van revelar l'existència d'imposants edificis, i diversos fragments de peces de ceràmica, sobretot àmfores, pertanyents a l'alt període imperial romà, i monedes més tardanes, del segle VI. El 2004 es va aixecar la planta integral de l'ermita. El 2006, els treballs descobriren proves de l'existència d'edificis relativament monumentals, i en la zona més elevada molts vestigis del període romà. També es descobriren importants materials corresponents al període preromà, probablement del Neolític final i de l'Eneolític inicial. El 2007 es trobaren més materials del Neolític i Eneolític, que podrien ser part de les estructures defensives d'un poblat prehistòric. No obstant això, el 1997 el monument de Sâo Miguel da Mota fou classificat com a Immoble d'Interés Públic pel Decret núm. 67,de 31 de desembre, amb la denominació de Poblat fortificat i Santuari d'Endovélico.
El 2010, la Cambra Municipal d'Alandroal va llançar la iniciativa Per Terres d'Endovélico, que buscava divulgar l'antic culte preromà, i incloïa l'organització d'esdeveniments esportius i culturals, com pel·lícules, concerts de música celta, mostres gastronòmiques, palestres i visites a Rocha da Mina i a Sâo Miguel da Mota. En l'àmbit d'aquest programa, també es feu una exposició conjunta de les troballes de Sâo Miguel da Mota, en col·laboració amb el Museu Nacional d'Arqueologia.

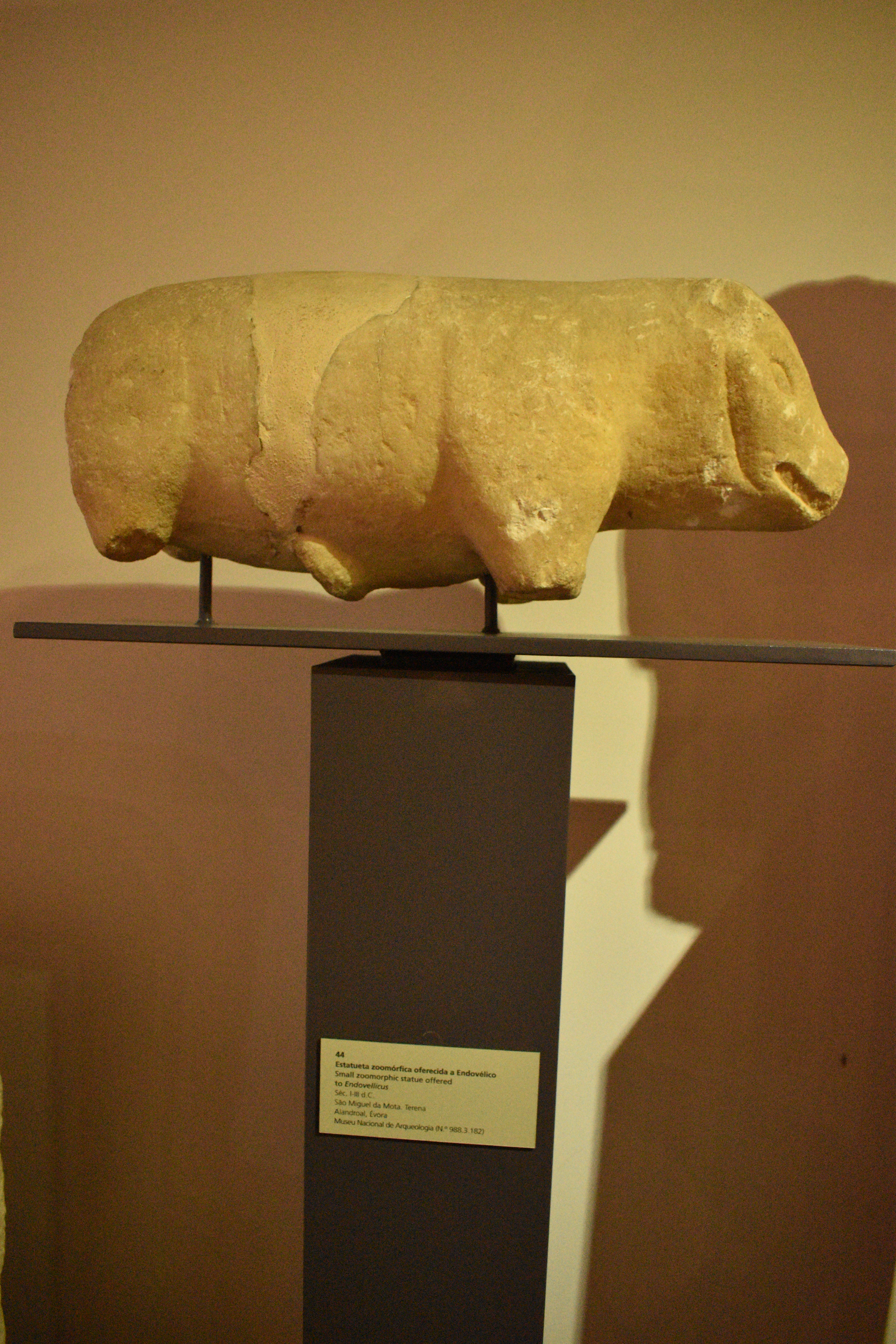
Estatueta de porc senglar recollida en Sâo Miguel da Mota, que podria representar un animal ofert a Endovelicus